# Samuel Villarroel
Samuel Villarroel Lucero es un actor chileno de teatro y televisión.

## Carrera profesional
Se hizo conocido a partir de su participación en el programa de televisión infantil Patio Plum emitido entre 1985 y 1988 por Canal 11, el cual sería uno de los programas infantiles emblemáticos de la década de los 80' junto con Cachureos, Pipiripao, y El mundo del Profesor Rossa. Ha participado en varias producciones de televisión desde la década de los ochenta, destacando en teleseries como Marrón Glacé.
En teatro destacó su participación en El Teatro Itinerante, grupo fundado en 1977, y que fue una iniciativa que marcó un precedente en materia de acceso y circulación artística en Chile, permitiendo llevar obras de gran nivel a localidades donde la comunidad jamás había visto una pieza teatral, abriéndose a la experiencia artística de la mano de un grupo de 12 jóvenes actores, entre los cuales emergían también otras figuras como Alfredo Castro, Mónica Carrasco, o Aldo Parodi, entre otros.
Actualmente está dedicado a realizar charlas de desarrollo personal.

## Vida personal
A fines de 1970, mantuvo una relación sentimental con la actriz Consuelo Holzapfel. Está casado desde 1982 con la también actriz Marcela Medel, con quien tiene una hija llamada Camila Villarroel.

## Telenovelas
- 2006 - Charly Tango - Mario Sánchez
- 2005 - Gatas y Tuercas - Gastón Ulloa
- 2002 - Más que amigos - El negro
- 1999 - Algo está cambiando - Baroli Ausencio
- 1998 - A todo dar  - Silvio/David Suárez
- 1997 - Rossabella - Boris
- 1996 - Marrón Glacé, el regreso - Julio Fariña
- 1994 - Top Secret - Roque Olivares
- 1993 - Marrón Glacé - Julio Fariña
- 1991 - Villa Nápoli - Rubén
- 1990 - Te conté - Eduardo
- 1988 - Semidiós - Lord
- 1986 - Angel malo - Julio Silva
- 1984 - La torre 10 - Claudio Luna
- 1984 - La represa - David Carrasco
- 1983 - El juego de la vida - Antonio
- 1982 - La gran mentira - Juan Pablo
- 1982 -  De cara al mañana - Roberto Gandulfo
- 1977 - La colorina - Fernando Latorre